# Бауыржан Момышулы (село)
Бауыржан Момышулы (каз. Бауыржан Момышұлы атындағы, до 1992 г.  Бурное) — село в Казахстане, административный центр Жуалынского района Жамбылской области, также административный центр и единственный населённый пункт сельского округа Бауыржан Момышулы. Код КАТО: 314230100.
Село расположено в 60 км к юго-западу от областного центра города Тараза, на Жуалынском плато, между отрогами хребтов Тянь-Шаня Каратау и Киргизским, на высоте 1000 м над уровнем моря. Через село протекает река Терис (приток реки Асы).
Железнодорожная станция Бурное на участке Шымкент — Тараз Турксиба. Имеются пивзавод, типография, мельница, мастерские по ремонту сельскохозяйственных машин, масло- и хлебозаводы, шерстопрядильная и текстильная фабрики, хлебоприёмный пункт. Через село проходит автомобильная дорога А-2 Алма-Ата — Ташкент.
Современное название село получило в честь героя-панфиловца Бауыржана Момышулы. В 1995 году открыт памятник и музей героя.

## Население
В 1999 году население села составляло 11 687 человек (5587 мужчин и 6100 женщин). По данным переписи 2009 года в селе проживал 12 491 человек (6068 мужчин и 6423 женщины).
На начало 2019 года, население села составило 11 513 человека (5848 мужчин и 5665 женщин).